# Change of Habit (sang)
"Change Of Habit" er en komposition af Ben Weisman og Buddy Kaye. Sangen blev indspillet af Elvis Presley den 5. marts 1969 hos Decca Universal Studio i Hollywood.
"Change Of Habit" blev udsendt på Elvis-LP'en Let's Be Friends i april 1970 og er aldrig udsendt som single. Sangen var titelmelodi til filmen Change Of Habit med Elvis Presley i hovedrollen. Der blev aldrig udgivet et samlet soundtrack fra filmen, så de fire sange, som var indlagt heri, blev udsendt 'dråbevis' med "Rubberneckin'" som den eneste af filmens sange, der blev udsendt samtidig med filmen.
"Change Of Habit" er endvidere på CD'en fra 18. juli 1995 Command Performances – The Essential 60's Masters, vol. 2, som er en samling af de bedre af Elvis' filmsange fra 1960'ernes mange spillefilm.